# Arhopala tagore
Arhopala tagore är en fjärilsart som beskrevs av Hans Fruhstorfer 1914. Arhopala tagore ingår i släktet Arhopala och familjen juvelvingar. Inga underarter finns listade i Catalogue of Life.